# ليفورنو فيراري
ليفورنو فيراري هي بلدية في مقاطعة فرشيلي التابعة لإقليم بييمونتي الإيطالي، وتقع على بعد حوالي 40 كيلومتر (25 ميل) إلى الشمال الشرقي من مدينة تورينو وحوالي 25 كيلومتر (16 ميل) إلى الغرب من فيرتشيلي.
عرفت في الأصل باسم ليفورنو فيرسيلسي أو ليفورنو بيمونتي، ثم أخذت المدينة اسمها الحالي من الفيزيائي غاليليو فيراري، الذي ولد فيها في عام 1847.

## السكان
في سنة 1861 بلغ عدد السكان 5٬708 نسمة، وتطور العدد ليصل في سنة 2011 لـ 4٬450 نسمة.
يظهر هذا المخطط البياني تطور النمو السكاني لـ ليفورنو فيراري

## أعلام
- غاليليو فيراري

## وصلات خارجية
- الموقع الرسمي